# Richard Bruce Paris

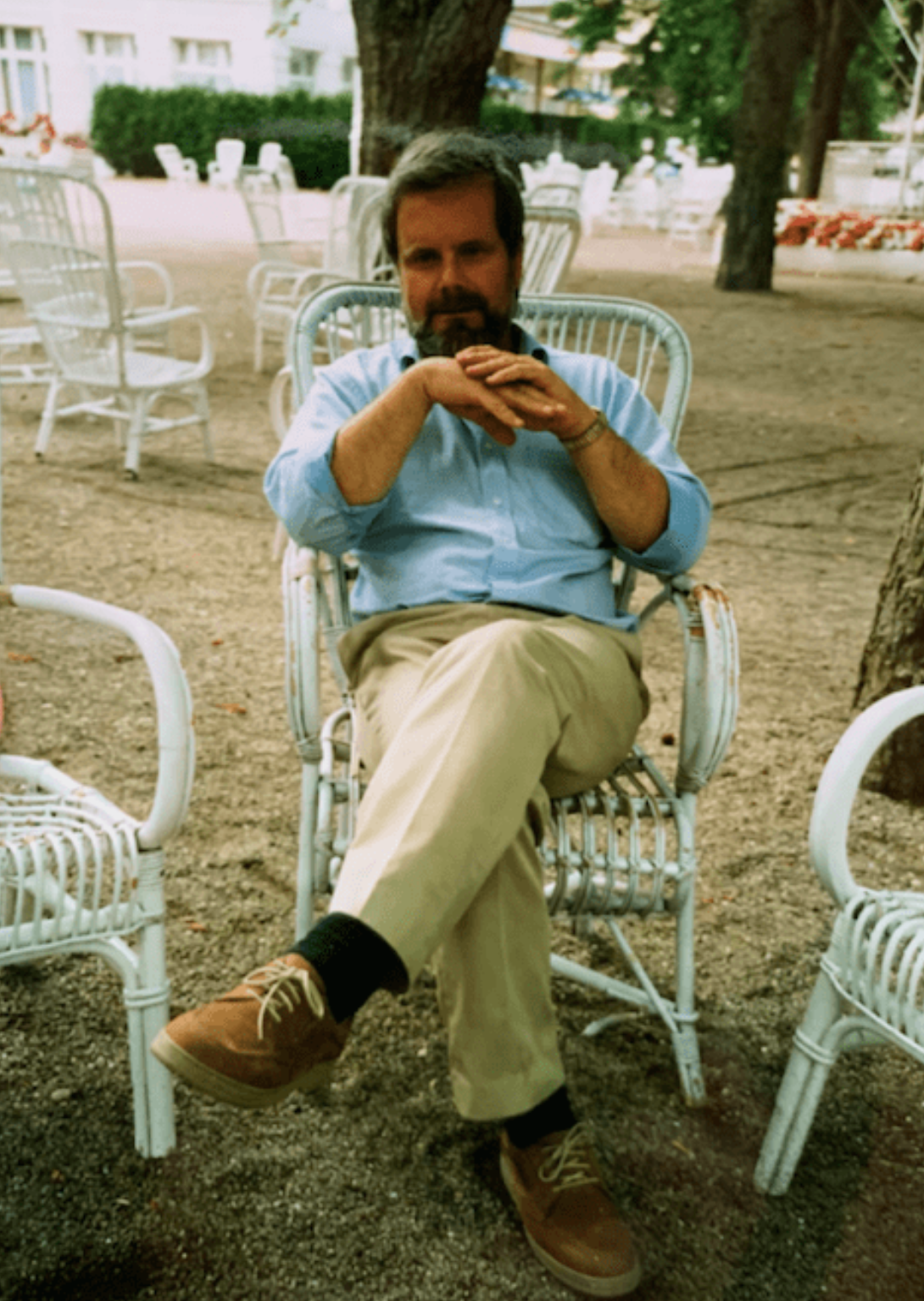
Richard Bruce Paris, 2003

Richard Bruce Paris (* 23. Januar 1946 in Bradford; † 8. Juli 2022) war ein britischer Mathematiker, der sich mit Analysis und insbesondere mit der Asymptotik von Integralen und den Eigenschaften spezieller Funktionen befasste.

## Privates
Richard Bruce Paris wurde im Jahr 1946 als Sohn eines Ingenieurs in Bradford geboren und wuchs in der Region West Yorkshire auf. In der Mitte der 1950er Jahre brachte ihn die Tätigkeit seines Vaters auf die Halbinsel Wirral, dem zur Grafschaft Cheshire gehörenden Teil. Hier besuchte er die Calday Grange Grammar School in West Kirkby, wo er seine Begeisterung für die Mathematik entdeckte.
Während seiner Zeit in Frankreich in den 1970er Jahren lernte Paris seine zukünftige Ehefrau Jocelyne Marie-Louise Neidinger kennen. Mit ihr hat er einen Sohn Simon sowie eine Tochter Gaëlle.

## Karriere
Im Jahr 1967 absolvierte Paris sein Studium im Bereich Ingenieurwissenschaft mit einem Ehrendiplom erster Klasse an der Universität von Manchester. Eine Fortsetzung des Studiums beendete er dann 1971 mit der Ernennung zum Doctor of Philosophy. Seine Dissertation mit dem Titel The Role of the Magnetic Field in Cosmogony schrieb er bei dem australisch-britischen Astronomen Leon Mestel. Im Anschluss daran, von 1974 bis 1987, arbeitete Paris für das französische Kommissariat für Atomenergie bei Euratom in Frankreich, zunächst in Fontenay-aux-Roses und später dann in Cadarache. Zwischenzeitlich unternahm er mehrere Forschungsbesuche in die USA nach Los Alamos. Weiter war Paris von 1987 bis 2010 als Hochschullehrer vom Rang eines Senior Lecturer an der Universität von Abertay in Dundee, Schottland, tätig. Dort erreichte er schließlich den Status eines Readers und erlangte außerdem im Jahr 1999 durch die Universität von Manchester den Grad eines Doctor of Science. Zusätzlich wurde Paris 1986 zum Stipendiaten des britischen Institute of Mathematics and its Applications gewählt und besaß seit 1988 eine ehrenamtliche Dozentenstellung an der Universität von St. Andrews in Schottland.
Auch nach seinem Ruhestand im Jahr 2010 war Paris in der Forschung sehr aktiv und veröffentlichte regelmäßig neue Artikel und Beiträge, bis zu seinem plötzlichen Tod im Juli 2022.

## Wissenschaftliche Arbeit
Bei dem Lehrbuch Asymptotics and Mellin-Barnes Integrals, welches Paris zusammen mit David Kaminski von der Universität von Lethbridge veröffentlichte, handelt es sich um eines der wenigen Werke der Neuzeit, in dem die Verwendung von Mellin-Transformationen zur Herleitung asymptotischer Entwicklungen ausführlich erklärt wird. Diese stellt in der Tat häufig eine mächtige Alternative zur üblichen Laplace-Methode dar. Insbesondere ist der Anwendungsbereich von Mellin-Transformation grundsätzlich nicht auf eine bestimmte Klasse von Integralen beschränkt. Stattdessen sind diese sogar für Reihen oder iterierte Integrale anwendbar und somit auch bei der Lösung von Problemen in Zahlentheorie und mehrdimensionaler Analysis hilfreich. Entsprechende Beispiele sind ebenfalls in dem genannten Buch zu finden.
Dagegen behandelt Paris in dem Lehrbuch Hadamard Expansions and Hyperasymptotic Evaluation - An Extension of the Method of Steepest Descent ausschließlich die Laplace-Methode. Auf eine kurze Einführung folgen etliche teilweise numerische Anwendungsbeispiele und es werden darauf aufbauend weniger bekannte Möglichkeiten für eine verbesserte Genauigkeit der Laplace-Methode präsentiert.